# The Day the Earth Blew Up: A Looney Tunes Movie
The Day the Earth Blew Up: A Looney Tunes Movie (bra: Looney Tunes - O Filme: O Dia Que A Terra Explodiu; prt: Looney Tunes: Daffy & Porky Salvam o Mundo) é um filme norte-americano de animação, comédia e ficção científica lançado em 2024, produzido pela Warner Bros. Animation. Dirigido por Pete Browngardt, em sua estreia na direção de longas-metragens, o filme é um spin-off da série Looney Tunes Cartoons, criada pelo próprio Browngardt. Trata-se do primeiro longa-metragem da franquia Looney Tunes totalmente animado, lançado nos cinemas e composto inteiramente por material original. O elenco de vozes inclui Eric Bauza, Candi Milo e Peter MacNicol. A trama acompanha Patolino e Gaguinho em uma missão para salvar a Terra de uma invasão alienígena baseada em chiclete.
Em 2019, enquanto trabalhava em Looney Tunes Cartoons, Browngardt foi questionado se tinha alguma ideia para um novo longa da franquia. Ele acabou optando por um conceito inspirado em filmes B de ficção científica dos anos 1950, protagonizado por Patolino e Gaguinho. O diretor se inspirou em produções da época e em curtas estrelados pela dupla. A Warner Bros. Animation, em parceria com diversos estúdios terceirizados, ficou responsável pela animação, cujos designs dos personagens foram baseados no estilo do animador Bob Clampett. A trilha sonora foi composta por Joshua Moshier, que já havia trabalhado na série Looney Tunes Cartoons.
Anunciado oficialmente em 2021, o filme The Day the Earth Blew Up estava inicialmente previsto para ser lançado na HBO Max e no bloco “ACME Night” do Cartoon Network. No entanto, sua estreia aconteceu no Festival Internacional de Cinema de Animação de Annecy, em 11 de junho de 2024. Nos Estados Unidos, teve um lançamento limitado em 13 de dezembro de 2024, distribuído pela Ketchup Entertainment, e chegou a um lançamento mais amplo em 14 de março de 2025. No Brasil o filme estreou no dia 24 de abril de 2025, sendo distribuído pela Paris filmes e em Portugal o filme será lançado em 3 de julho de 2025 com distribuição da NOS.
O filme recebeu críticas geralmente positivas e arrecadou US$ 11,8 milhões em todo o mundo, frente a um orçamento de US$ 15 milhões.

## Enredo
Um cientista descobre um asteroide em rota de colisão com a Terra, mas logo percebe que um OVNI está viajando ao lado dele, desaparecendo misteriosamente quando ele sai para investigar.
Anos atrás, Patolino e Gaguinho foram criados por um fazendeiro chamado Jim, que um dia deixou tudo para a dupla com a promessa de que sempre permaneceriam juntos. No presente, Patolino e Gaguinho falham em uma inspeção residencial e são forçados a conseguir dinheiro para reparar a casa. Incapazes de manter um emprego por causa das trapalhadas de Patolino, eles encontram Petúnia, uma cientista da fábrica de chicletes Goodie Gum, que está em busca do sabor perfeito. Ela oferece um emprego aos dois, e eles aceitam.
Após completarem o primeiro dia de trabalho sem problemas, Patolino vê a cientista despejando uma substância verde no suprimento de chicletes. Ele tenta alertar Gaguinho, que ignora a preocupação, achando que é paranoia. Pouco tempo depois, o novo sabor de chiclete é lançado mundialmente, e Patolino percebe que todos que mastigam o chiclete se transformam em zumbis. Ele tenta avisar o público na festa de lançamento, mas ninguém acredita nele, resultando na sua demissão e de Gaguinho.
Petúnia analisa uma amostra do chiclete e descobre que um alienígena invasor é o responsável pela contaminação. O alienígena transforma o chiclete em um monstro vivo para impedir que eles atrapalhem seus planos, mas os três conseguem derrotá-lo. Com uma ideia em mente, eles criam um plano para usar o extrato de ovo podre de Petúnia, que faz as pessoas cuspirem o chiclete. Enquanto isso, Patolino fica encarregado de produzir mais extrato, chocando ovos.
Gaguinho e Petúnia conseguem colocar o plano em prática, até que Patolino decide ajudar diretamente, acidentalmente destruindo as armas deles. Petúnia é capturada, e Gaguinho e Patolino são levados pelo invasor. Com a população da Terra sob seu controle, o invasor inicia a segunda etapa do plano: fazer com que todos explodam bolas de chiclete gigantes para envolver o planeta. Gaguinho e Patolino se reconciliam, escapam do cativeiro e resgatam Petúnia, conseguindo estourar a bolha.
No entanto, o invasor revela que sua verdadeira intenção era proteger a Terra, já que o asteroide ainda está em rota de colisão. Ele planejava usar o chiclete como um amortecedor para desviá-lo. Lembrando do chiclete explosivo de Petúnia, o grupo, com a ajuda do invasor e da cientista, entra em um ponto fraco do asteroide e coloca uma grande quantidade do chiclete próximo a um cristal. Eles ativam uma leva de dentes de brinquedo para mastigar o chiclete. Quando os dentes tombam acidentalmente, Gaguinho pede a Patolino usar seu estilo caótico para causar uma reação em cadeia, fazendo cristais caírem e mastigarem o chiclete.
No momento da fuga, Patolino fica preso e Gaguinho se recusa a abandoná-lo. O asteroide explode antes de atingir a Terra, e ambos são dados como mortos.
Enquanto todos comemoram, o cientista e Petúnia descobrem que Patolino e Gaguinho sobreviveram. De volta à casa destruída, Gaguinho encontra um contrato de seguro residencial de 5 milhões de dólares deixado por Jim, permitindo que reconstruam a casa. Quando a inspetora retorna para uma nova avaliação, Gaguinho, Patolino e Petúnia exibem com orgulho sua nova mansão, para a irritação dela.

## Elenco de voz original
- Eric Bauza como Patolino e Gaguinho
- Candi Milo como Petúnia e uma senhora idosa
- Peter MacNicol como O Invasor
- Fred Tatasciore como Fazendeiro Jim e o Cientista
- Laraine Newman como Sra. Grecht
- Wayne Knight como o Prefeito
- Ruth Clampett como a garçonete Maude
- Andrew Kishino como o gerente de chão
- Kimberly Brooks como o Computador da Nave Espacial e uma cliente da cafeteria
- Keith Ferguson como Chewy
- Carlos Alazraqui como o Apresentador de Notícias e Gary
- Rachel Butera como Criança da Cidade
- Peter Browngardt como Roofer Joe e o Valentão
- Nick Simotas como Rapaz da plateia do cinema e um cientista de sabores

## Produção
Em setembro de 2021, foi relatado que um filme baseado na série Looney Tunes Cartoons estava em desenvolvimento na Warner Bros. Animation, com foco em Patolino e Gaguinho. Kevin Costello foi anunciado como roteirista, com Pete Browngardt como produtor executivo e diretor. Eric Bauza reprisou sua voz como Patolino do Looney Tunes Cartoons e assumiu a voz de Gaguinho, substituindo Bob Bergen. Candi Milo substituiu Lara Jill Miller como Petúnia Pig. Membros adicionais do elenco incluem Peter MacNicol, Fred Tatasciore, Laraine Newman e Wayne Knight.

## Lançamento
The Day the Earth Blew Up foi inicialmente programado para ser lançado no HBO Max e no bloco "ACME Night" do Cartoon Network. No entanto, em agosto de 2022, devido a uma reestruturação na Warner Bros. Discovery, foi anunciado que o filme não seria mais lançado nessas plataformas e seria oferecido a outros serviços de streaming.
Em junho de 2023, o filme foi renomeado para Looney Tunes: Bubble Brains. Porém, em outubro de 2023, foi decidido que o lançamento seria feito nos cinemas em 2024, com o título original restaurado. A GFM Animation iniciou as vendas e apresentou uma prévia do filme no American Film Market, realizado de 31 de outubro a 5 de novembro de 2023.
A estreia mundial aconteceu no Festival Internacional de Animação de Annecy em 11 de junho de 2024. O filme foi lançado nos cinemas da Alemanha e da Suíça em 1º de agosto de 2024, pela Warner Bros. Pictures e Praesens-Film. Ainda em agosto, foi anunciado que a Ketchup Entertainment adquiriu os direitos de distribuição nos cinemas da América do Norte.
Em 19 de outubro de 2024, o longa foi exibido no Animation Is Film Festival, em Los Angeles. Poucos dias antes, a Ketchup havia agendado a estreia ampla nos cinemas dos Estados Unidos para 28 de fevereiro de 2025. No entanto, em 5 de fevereiro de 2025, a data foi adiada para 14 de março de 2025. Para ser elegível ao Oscar de Melhor Animação na cerimônia de 2024, o filme teve uma exibição especial em Los Angeles por 7 dias, a partir de 13 de dezembro de 2024.
No Brasil o filme foi lançado no dia 24 de abril de 2025 e em Portugal o filme será lançado no dia 3 de julho de 2025, após ser adiado da data de lançamento original que seria 3 abril de 2025.

### Divulgação
O filme foi promovido durante o painel da Warner Bros. Discovery na San Diego Comic-Con de 2022, onde o título do filme foi revelado. Um dos primeiros clipes de animação do filme foi divulgado em 22 de setembro de 2022 durante o painel de animação da Warner Bros. no Festival Internacional de Animação de Ottawa.

### Home vídeo
A Ketchup Entertainment lançou o filme em DVD e Blu-ray em 27 de maio de 2025 nos Estados Unidos. Na Alemanha e na Suíça, o filme foi disponibilizado em lojas digitais em 28 de outubro de 2024. Posteriormente, o filme foi disponibilizado em lojas digitais nos Estados Unidos em 15 de abril de 2025. O filme será transmitido no Max em 27 de junho de 2025.